# الن کینگ (شناگر)
الن کینگ (انگلیسی: Ellen King; ۱۶ ژانویهٔ ۱۹۰۹ – فوریه ۱۹۹۴ ) شناگر اهل بریتانیا بود.
وی در مسابقات کشوری و بین‌المللی در مجموع برندهٔ ۱ مدال طلا، ۳ مدال نقره، ۲ مدال برنز شده‌است.